# NGC 3487
NGC 3487 ist eine Spiralgalaxie vom Hubble-Typ Sc im Sternbild Löwe. Sie ist schätzungsweise 387 Millionen Lichtjahre von der Milchstraße entfernt.
Das Objekt wurde am 5. März 1886 von Lewis Swift entdeckt.